# (908) Buda
(908) Buda es un asteroide perteneciente al cinturón de asteroides descubierto el 30 de noviembre de 1918 por Maximilian Franz Wolf desde el observatorio de Heidelberg-Königstuhl, Alemania. Está nombrado por Buda, la parte occidental de la ciudad de Budapest.